# 비득
비득(非得, 산스크리트어: aprāpti)은 다음의 분류, 그룹 또는 체계의 한 요소이다.
- 부파불교의 설일체유부의 5위 75법의 법체계에서 4번째 위(位: 그룹)인 불상응행법(不相應行法: 14가지) 가운데 하나이다.
- 대승불교의 유식유가행파와 법상종의 5위 100법의 법체계에서는 비득(非得)이 설정되어 있지 않은데, 이것은 비득이 득(得)의 특수한 경우, 즉 분위차별(分位差別)에 지나지 않는다고 보기 때문이다.[3][4][5][6] 이런 점에서 대승불교의 논서에서는 비득(非得)이라는 낱말을 사용하지 않고 부득(不得, 산스크리트어: aprāpti)이라는 낱말을 사용하는데,[7][8][9][10] 산스크리트어 원어는 동일하다.[11] 한편, 설일체유부의 논서인 《아비달마집이문족론》 제18권에서는 득(得)에 이어서 설명되고 있는 낱말이 비득(非得)이라고 번역되어 있지 않고 부득(不得)이라고 번역되어 있다.[12][13]

설일체유부의 교학에 따르면, 비득(非得)은 득(得)의 반대이다.
득(得)은 획득[獲, 산스크리트어: pratilambha]과 성취(成就, 산스크리트어: samanvāgama)로 정의되는데, 이와 마찬가지로 비득은 불획(不獲, 산스크리트어: apratilambha)과 불성취(不成就, 산스크리트어: asamanvāgama)로 정의된다. 불획과 불성취를 각각 비획(非獲)과 비성취(非成就)라고도 한다.
설일체유부의 교학에 따르면, 득과 비득은 유위법 중에서는 자상속(自相續)에 대해서만 그리고 무위법 중에서는 택멸 · 비택멸의 2가지 멸에 대해서만 존재한다.

## 정의
비득(非得)은 불획(不獲)과 불성취(不成就)로 정의된다.
불획(不獲과 불성취(不成就)를 정의함에 있어,
정의하기가 편하다는 측면에서 불성취의 정의를 먼저 다루면,
성취(成就)는 이미 획득한 법을 상실하지 않는 것을 말하는데, 이에 상대되는 불성취(不成就)는 성취하고 있던 법을 상실하는 것을 말한다.
획득[獲]은 아직 획득하지 않았거나 이미 상실한 법을 지금 획득하는 것을 말하는데, 이에 상대되는 불획(不獲)은 ① 이전에 아직 획득하지 않았던 법이 지금도 여전히 획득되지 않는 것과 ② 이전에 획득하였으나 다시 이미 상실한 법이 지금 다시 획득되지 않는 것을 말한다. 이들 중 후자(②)는 달리 말하면 불성취한 법이 지금 다시 획득되지 않는 것을 말한다.

## 비득과 이생성
아비달마 논서들에서는 비득의 대표적인 예로 이생(異生, pṛthagjana) 즉 범부(凡夫)를 들곤 한다. 설일체유부의 아비달마 논서들에 따르면 이생 즉 범부란 아직 성법(聖法: 무루혜)을 획득하지 못한 사람들, 즉 성법의 불획(不獲)을 자성으로 삼는 사람들을 말한다.
이와 관련하여, 현대 학자들은 설일체유부의 논서들 중 후대에 속하는 《구사론》과 《순정리론》 등에서 득의 반대 개념인 비득을 굳이 별도의 법으로 설정한 가장 큰 이유는 이생성(異生性, 산스크리트어: prthag-janatva) 즉 범부성(凡夫性)을 설명하기 위해서라고 본다. 즉 범부는 왜 성인(聖人)이 되지 못하고 계속하여 범부의 상태에 머물러 있는가를 해명하기 위해서 비득을 별도의 법으로 설정한 것이라고 본다. 이와 관련된 것으로, 유식유가행파의 5위 100법의 법체계에서는 비득이 별도의 법으로 설정되어 있지 않는 반면 이생성이 심불상응행법에 속한 별도의 법으로 설정되어 있다.

## 같이 보기
- 득 (획득과 성취)
- 증득
- 이생성 즉 범부성
- 성인과 범부
- 성인: 4향4과(성문4과) · 보살 · 부처

## 참고 문헌
- 곽철환 (2003). 《시공 불교사전》. 시공사 / 네이버 지식백과. |title=에 외부 링크가 있음 (도움말)
- 무착 지음, 현장 한역, 이한정 번역 (K.572, T.1605). 《대승아비달마집론》. 한글대장경 검색시스템 - 전자불전연구소 / 동국역경원. K.572(16-157), T.1605(31-663). |title=에 외부 링크가 있음 (도움말)
- 사리자 설, 현장 한역, 송성수 번역 (K.946, T.1536). 《아비달마집이문족론》. 한글대장경 검색시스템 - 전자불전연구소 / 동국역경원. K.946(24-1183), T.1536(26-367). |title=에 외부 링크가 있음 (도움말)
- 세우 지음, 현장 한역, 송성수 번역 (K.949, T.1542). 《아비달마품류족론》. 한글대장경 검색시스템 - 전자불전연구소 / 동국역경원. K.949(25-149), T.1542(26-692). |title=에 외부 링크가 있음 (도움말)
- 세친 지음, 현장 한역, 권오민 번역 (K.955, T.1558). 《아비달마구사론》. 한글대장경 검색시스템 - 전자불전연구소 / 동국역경원. K.955(27-453), T.1558(29-1). |title=에 외부 링크가 있음 (도움말)
- 안혜 지음, 현장 한역, 이한정 번역 (K.576, T.1605). 《대승아비달마잡집론》. 한글대장경 검색시스템 - 전자불전연구소 / 동국역경원. K.576(16-228), T.1606(31-694). |title=에 외부 링크가 있음 (도움말)
- 운허.  동국역경원 편집, 편집. 《불교 사전》. |title=에 외부 링크가 있음 (도움말)
- 최광옥 (2000). 〈전기 설일체유부 논서의 심불상응행법 연구 - 육족론과 발지론을 중심으로〉. 《한국불교학 제26집》. 한국불교학회. 285-313쪽.
- (중국어) 星雲. 《佛光大辭典(불광대사전)》 3판. |title=에 외부 링크가 있음 (도움말)
- (중국어) 무착 조, 현장 한역 (T.1605). 《대승아비달마집론(大乘阿毘達磨集論)》. 대정신수대장경. T31, No. 1605, CBETA. |title=에 외부 링크가 있음 (도움말)
- (중국어) 사리자 설, 현장 한역 (T.1536). 《아비달마집이문족론(阿毘達磨集異門足論)》. 대정신수대장경. T26, No. 1536, CBETA. |title=에 외부 링크가 있음 (도움말)
- (중국어) 세우 조, 현장 한역 (T.1542). 《아비달마품류족론(阿毘達磨品類足論)》. 대정신수대장경. T26, No. 1542, CBETA. |title=에 외부 링크가 있음 (도움말)
- (중국어) 세친 조, 현장 한역 (T.1558). 《아비달마구사론(阿毘達磨俱舍論)》. 대정신수대장경. T29, No. 1558, CBETA. |title=에 외부 링크가 있음 (도움말)
- (중국어) 안혜 조, 현장 한역 (T.1606). 《대승아비달마잡집론(大乘阿毘達磨雜集論)》. 대정신수대장경. T31, No. 1606, CBETA. |title=에 외부 링크가 있음 (도움말)